# Clive Walker (Fußballspieler, 1957)
Clive Walker (* 26. Mai 1957 in Oxford) ist ein ehemaliger englischer Fußballspieler.

## Leben
Der Engländer spielte für sechs verschiedene Vereine. Walker spielte auf den Außenbahnen. Seine Karriere begann 1976 beim FC Chelsea. Er gab im Alter von 19 Jahren sein Ligadebüt am 23. April 1977 bei einem 1:0-Sieg gegen den FC Burnley. Mit den Blues stieg er in die erste Liga auf. In 198 Einsätzen, davon wurde er 30 Mal eingewechselt, erzielte er 60 Tore.
1979 wurde er an die Fort Lauderdale Strikers in der North American Soccer League verliehen.
1983 wechselte er zum AFC Sunderland. 1986 ging es weiter zu den Queens Park Rangers. Nach nur 21 Spielen wechselte er 1987 zum FC Fulham. Bei Fulham war er weitere drei Jahre unter Vertrag. Nach Fulham spielte Walker die nächsten drei Jahre bei Brighton & Hove Albion, ehe er 1993 seine lange Karriere beim FC Woking ausklingen ließ. Nach seiner Zeit in Woking beendete er seine Karriere im Alter von 40 Jahren und nahm eine dreijährige Auszeit vom Fußball.
Nach seinem Rücktritt war er für einige Zeit Spielermanager beim FC Molesey.
Seit 2000 ist Walker Analytiker für BBC London.

### Stationen
- FC Chelsea (1976–1984) (198 Einsätze/60 Tore)
- AFC Sunderland (1984–1986) (50/10)
- Queens Park Rangers (1986–1987) (21/1)
- FC Fulham (1987–1990) (109/29)
- Brighton & Hove Albion (1990–1993) (106/8)
- FC Woking (1993–1997) (203/91)